# Praguería

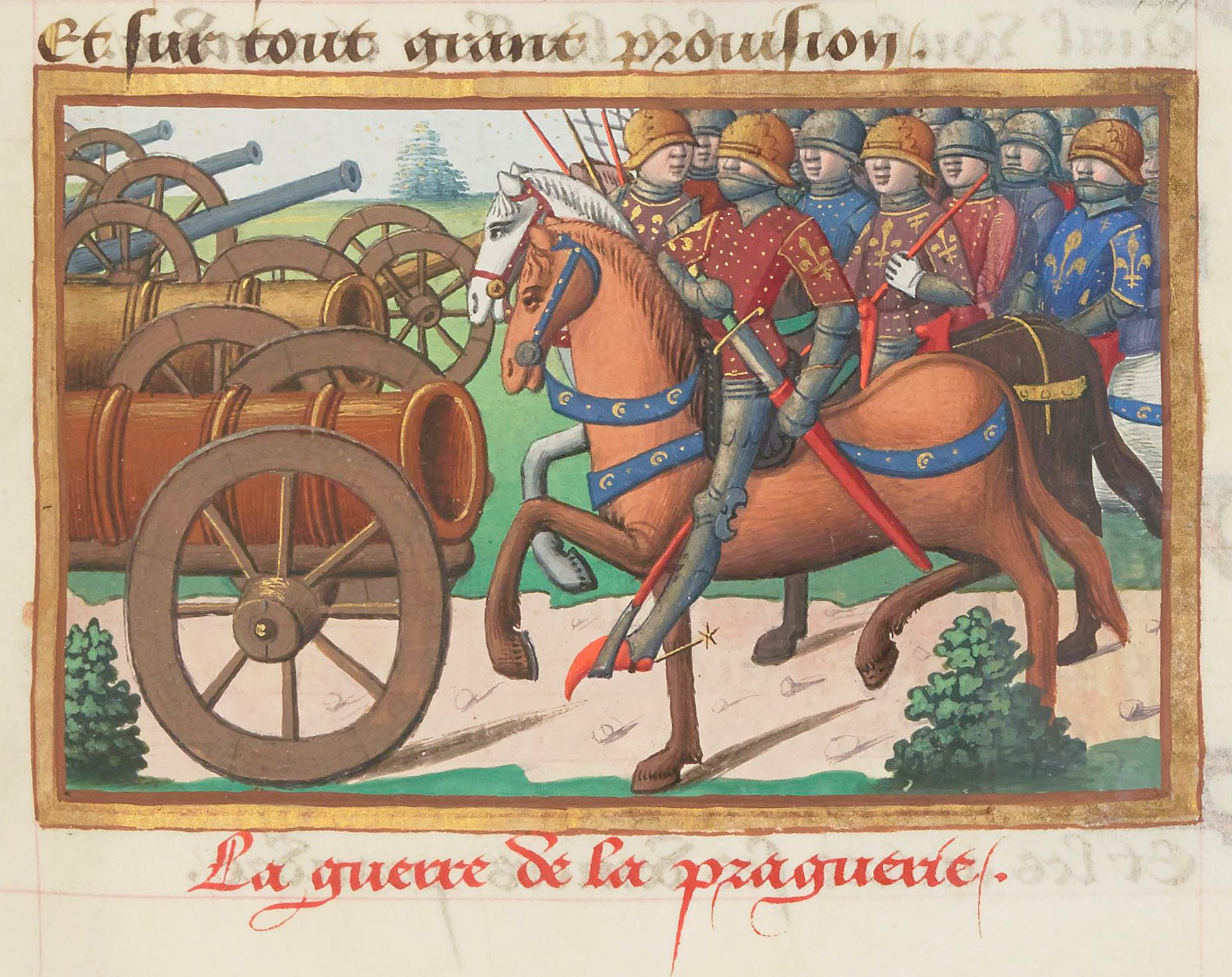
Ilustración de la Praguerie de 1440 en Les Vigiles de Charles VII, manuscrito de Martial d'Auvergne, alrededor del año 1484

La Praguería (del francés: Praguerie) fue una revuelta efectuada por la nobleza francesa en contra del rey Carlos VII, que se llevó a cabo desde febrero a julio de 1440.
Se llamó así porque recientemente se había producido un levantamiento similar en Praga, Bohemia, locación estrechamente asociada con Francia a través de la Casa de Luxemburgo, reyes de Bohemia. Esta revuelta se originó a partir de las reformas promulgadas por Carlos VII al final de la Guerra de los Cien Años, con las que buscó disminuir la anarquía en Francia y el bandolerismo. Las ordenanzas aprobadas por los estados de la langue d'oïl en Orleans en 1439 no solo dieron al rey una ayuda de 100.000 francos (Lo que el rey luego usaría como una concesión perpetua, lo que lo liberó del control parlamentario de la bolsa, tan importante en Inglaterra), sino que también exigió nominaciones reales para oficiales del ejército, lo que marcó una ganancia en la prerrogativa real que la nobleza resolvió en desafiar.
El principal instigador fue Carlos I, duque de Borbón, que tres años antes había intentado un levantamiento similar y se había visto obligado a pedir perdón al rey. A él y a su hermano bastardo, Juan, se les unió el antiguo Valido Georges de la Tremoille, Juan VI, duque de Bretaña, que se alió con los ingleses, el duque de Alençon, el conde de Vendôme, y algunos capitanes mercenarios como Rodrigo de Villandrando, Antoine de Chabannes o Jean de la Roche. El duque de Borbón se ganó al delfín Luis XI, que entonces sólo tenía dieciséis años, y propuso dejar al rey a su favor, haciéndolo regente.
Luis fue rápidamente inducido a rebelarse; pero el país se salvó de una seria guerra civil gracias a los esfuerzos de los oficiales del rey y a la sólida lealtad de sus "buenas ciudades". El alguacil de Richemont marchó con las tropas del rey a Poitou, su antiguo campo de batalla con De la Tremoille, y en dos meses había sometido el país. La artillería real derribó las fortalezas feudales. El delfín y el duque de Alençon no lograron provocar ningún levantamiento en Auvernia, y la Praguerie habría terminado, excepto por algunos saqueos finales en Saintonge y Poitou, que el ejército real no pudo evitar.
Entonces Carlos intentó asegurar la lealtad del duque de Borbón con el obsequio de una gran pensión, perdonó a toda la nobleza rebelde e instaló a su hijo en Delfinado. Se hizo cumplir la ordenanza de Orleans. El delfín se vio obligado a pedir perdón a su padre.